# Долиновка
Доли́новка (рос. Долиновка) — село у складі Переволоцького району Оренбурзької області, Росія.

## Населення
Населення — 201 особа (2010; 234 у 2002).
Національний склад (станом на 2002 рік):
- росіяни — 51 %